# 浅めし食堂
浅めし食堂（あさめししょくどう）は青森県青森市浅虫地域にある食堂である。NPO法人「活き粋あさむし」（いきいきあさむし）によって運営されている。

## 概要
「浅めし食堂」は青森県のNPO法人・「活き粋あさむし」がコミュニティ・ビジネスの中核として運営する食堂である。会合用弁当を中心に一定の金額以上の注文・あるいは高齢者・障害者であれば仕出しも行っている。

## 略歴
地元出身の医師が出身地で診療所を継いだところ、高齢患者がたまに持ってくる手料理に驚き、これらと地元旅館の料理を元に2003年（平成15年）に現在のスタッフを務める人物が小学校で16品の料理コンクール・試作会を行ったことがきっかけとなり、活き粋あさむしがスタートした。経済産業省の市民ベンチャー助成事業となることに成功し、その医師が理事長、料理コンクールのスタッフが事務局長となりスタートした。そして料理コンクールの約半年後の2003年10月に、理事長が診療所裏の元スナックを買い取り、建物の家賃を無料にするという形で「浅めし食堂」を開業した。
浅めし食堂として、スタッフ3名、営業時間は午前11:30から午後1:30まで、毎日違うメニューを500円で出すことでスタートした。先行して2002年（平成14年）から地元の休耕地を畑にしており、それも活用した。開店当時は週3日の営業日だった。メニューは地元の食材を使い、ちょっとしたデザートを加えるよう工夫されている。また、助成や高齢者の雇用創出も目的としている。
遊休農地の転用は農地法に抵触する可能性があるという役所の指導を受け、2006年にはNPO法人として農業特区を申請している。
さらに病院給食の受注に成功し、宅配もはじめたことにより、2008年時点のスタッフは9名、畑のスタッフ2名の計11名となっている。また、スタッフの一人が別法人を作って地元の宿泊施設を買い取り、認知症グループホームを作ることで、地元の内科医院との3者連携体制もとられている。
2013年1月8日、青森市浅虫蛍谷65番地116から浅虫蛍谷65番地34の「デイケアハウス ストンキ」1階に移転。同年3月23日、営業時間を午前11:00 - 午後5:00に拡大しグランドオープンした。
2016年の民教協スペシャル『しあわせ食堂～笑顔と孤独と優しさと～』で、本食堂のドキュメンタリー（青森放送制作）が放送された。

## 献立
浅めし食堂の献立は日替定食、定番定食の2種である。定番定食は「ジャガイモすいとん」などである。日替定食は肉や魚をメインにしており、毎月あるオムライスが人気。
開店当時から、1食を650キロカロリー以下、塩分を4グラム以下とするよう工夫されている。
「ジャガイモすいとん」は、ジャガイモを潰して片栗粉、もち粉を加えたものをすいとんにした料理で、2003年の料理コンクールのメニューから採用されている。

## 近隣施設
- 浅虫温泉
- 道の駅浅虫温泉
- 浅虫水族館
- 浅虫温泉駅